# Adam Topolski
Adam Topolski (ur. 25 grudnia 1951 w Witkowie) – piłkarz polski, trener, mieszka w Słupcy.

## Kariera

### Piłkarz
Jako piłkarz grał na pozycji prawego obrońcy. Wychowanek Vitcovii Witkowo. Grał w Warcie Poznań, Górniku Konin i Legii Warszawa, z którą odnosił największe sukcesy. Poza granicami Polski występował w Pittsburgh Spirit i Los Angeles Lazers z USA.

### Trener
Karierę trenerską rozpoczynał w Pogoni Słupca, niedługo po zakończeniu kariery piłkarza. Później trenował Górnika Konin. W 1991 roku objął bydgoskiego Zawiszę, z którym zajął 8. miejsce w I lidze (dzisiejsza ekstraklasa). W sezonie 1998/1999 prowadzony przez niego Lech Poznań wygrał 9 meczów z rzędu, ustanawiając rekord klubu. W 2006 pracował awansował z Turem Turek do II ligi (dzisiejsza I liga). Potem trener Stilonu Gorzów, którego uratował przed spadkiem. Od początku 2011 roku trenował trzecioligową Pogoń Barlinek, którą opuścił niewiele ponad cztery miesiące później, wracając po 20 latach do Zawiszy, aby pomóc bydgoskiemu klubowi w awansie do I ligi. 12 czerwca 2011 po raz drugi w karierze awansował na zaplecze ekstraklasy, co nie wystarczyło aby utrzymał posadę, po przyjściu nowego właściciela do klubu. Następnie trener Bałtyku Gdynia. Od 12 września 2012 był on trenerem Victorii Września. W tym klubie pracował on 3 lata(najdłużej w karierze) czego efektem był awans Victorii do III Ligi w sezonie 2013/2014. W 2015 przejął on III-Ligowy Sokół Kleczew, który wyratował klub przed spadkiem zajmując ostatecznie 4. miejsce, ale jego przygoda trwała tylko rok. Potem przeniósł się on do LKS-u Ślesin – wówczas IV-ligowej drużyny. Niestety trenował tę ekipę tylko przez rundę jesienną, gdyż ekipa potem wycofała się z rozgrywek. W 2017 roku postanowił spróbować sił w wówczas IV-Ligowej Unii Janikowo. W tamtym sezonie drużyna ta zajęła 13. miejsce z dorobkiem 45 punktów. Tutaj również przygoda z klubem trwała tylko rok, gdyż rozwiązał kontrakt za porozumieniem stron. Od 2018 jest on trenerem II-ligowych Błękitnych Stargard. W pierwszym sezonie z drużyną ze Stargardu zajął on 12. miejsce walcząc do końca o utrzymanie w lidze z dorobkiem 41 punktów. W drugim sezonie z zespołem ze Stargardu również się utrzymał w II lidze, choć do końca rozgrywek nie wiadomo było czy uda się ponownie zameldować się na 3 poziomie rozgrywek. Ostatecznie Błękitni Stargard skończyli sezon na tym samym miejscu tym razem z dorobkiem 47 punktów. Przed sezonem 2020/2021 Topolski musiał ustąpić na jakiś czas z prowadzenia zespołu ze Stargardu z powodu problemów zdrowotnych, jednak mimo nieobecności, wciąż jest on 1 trenerem drużyny natomiast jego obowiązki do czasu powrotu przejął Tomasz Grzegorczyk. 8 marca 2021 trener Grzegorczyk został zwolniony z zespołu za porozumieniem stron, natomiast dwa dni później zespół poinformował oficjalnie o powrocie Topolskiego na stanowisko pierwszego trenera. Oficjalny powrót miał miejsce 17 marca 2021, gdy zespół Błękitnych Stargard podejmował u siebie zespół Motor Lublin zremisowany 1-1. Jednak nie zdołał on uratować drużyny ze Stargardu od spadku z II Ligi, kończąc sezon 2020/2021 z drużyną Błękitnych na 18. Miejscu z dorobkiem 36 pkt. Po sezonie rozstał się z tą drużyną kiedy jego następcą został Maciej Sayed 

## Sukcesy

### Jako piłkarz
– Puchar Polski z Legią Warszawa 3x (1973, 1980, 1981)

### Jako trener
- Awans z Turem Turek do II ligi (2005/2006)
- Awans z Zawiszą Bydgoszcz do I ligi (2010/2011)
- Awans z Victorią Września do III ligi (2013/2014)

## Prywatne
Jego syn David Topolski występował w reprezentacji Polski do lat 18 jako piłkarz Sparty Brodnica i Lecha Poznań.